# 남승민 (1992년)
남승민(1992년 8월 23일 ~ )은 대한민국의 배우이다.

## 출연작

### 영화
- 《대가리3 일진후배들》 (2020년)
- 《일진 나쁜녀석들》 (2020년) - 민수 역
- 《신황제를 위하여》 (2020년) - 조태화 역
- 《대가리》 (2019년) - 민수 역
- 《대가리 2 - 학교무림》 (2019년)
- 《장사리: 잊혀진 영웅들》 (2019년) - 학도병42 역

### 연극
- 《햄릿, 같은 소리 하고 있네》
- 《불청객》
- 《변강쇠뎐》